# Natriumstearaat
Natriumstearaat (IUPAC-naam natriumoctadecanoaat) is het natriumzout van stearinezuur met als brutoformule C18H35NaO2. Het zout wordt vooral in zeep gebruikt. Bij kamertemperatuur is het een witte vaste stof.

## Synthese
Natriumstearaat wordt geproduceerd als belangrijk onderdeel van zeep bij de verzeping van oliën en vetten. Het percentage natriumstearaat hangt af van de vetten die als ingrediënt worden gebruikt. Vooral talg bevat veel van het vet stearine. Andere vetten bevatten minder vetten.
Puur natriumstearaat kan geworden produceerd door stearinezuur te neutraliseren met natriumhydroxide:
{\displaystyle {\ce {C18H36O2 + NaOH -> C18H35NaO2 + H2O}}}